# Biografielijst Ke

## Kea

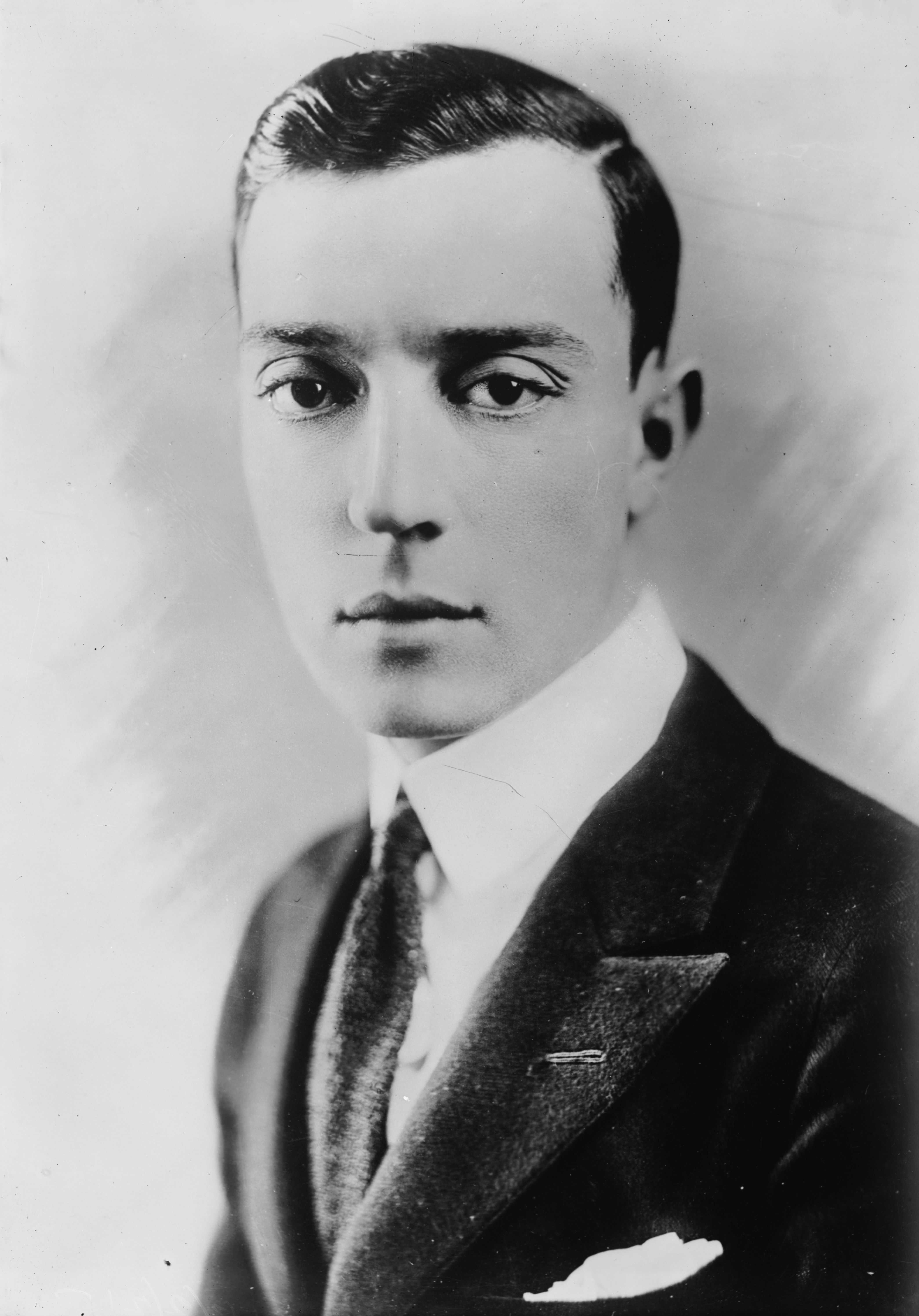
Buster Keaton

- Nicholas Keagan (1978), Canadees kunstschaatser
- Thomas Kean (1935), Amerikaans politicus
- Kerrie Keane (1950), Canadees actrice
- Robbie Keane (1980), Iers voetballer
- Ben Keating (1971), Amerikaans autocoureur
- Buster Keaton (1895-1966), Amerikaans acteur
- Josh Keaton (1979), Amerikaans acteur, stemacteur, zanger en muziekproducent
- Michael Keaton (1951), Amerikaans acteur
- Richard Keats (1964), Amerikaans acteur
- Steven Keats (1945-1994), Amerikaans acteur

## Keb
- Ahmed Kebaili (1925-2013), Algerijns wielrenner
- Neeskens Kebano (1992), Frans voetballer
- Aberu Kebede (1989), Ethiopisch atlete
- Hanna Kebinger (1997), Duits biatlete

## Kec
- Salim Kechiouche (1979), Frans acteur

## Ked
- Mustefa Kedir (1997), Ethiopisch atleet

## Kee
- John Keegan (1934-2012), Brits historicus
- Kevin Keegan (1951), Engels voetballer en voetbaltrainer
- Christine Keeler (1942-2017), Brits model
- Henk Keemink (1902-1985), Nederlands atleet
- Richard Keen (1986), Brits autocoureur
- Wesam Keesh, Amerikaans acteur
- Isaäc Keesing jr. (1886-1966), Nederlands uitgever
- Willem Hendrik Keesom (1876-1956), Nederlands natuurkundige

## Kef
- Alexandros Kefalas (1984), Grieks skeletonracer
- Meb Keflezighi (1975), Eritrees/Amerikaans atleet

## Kei

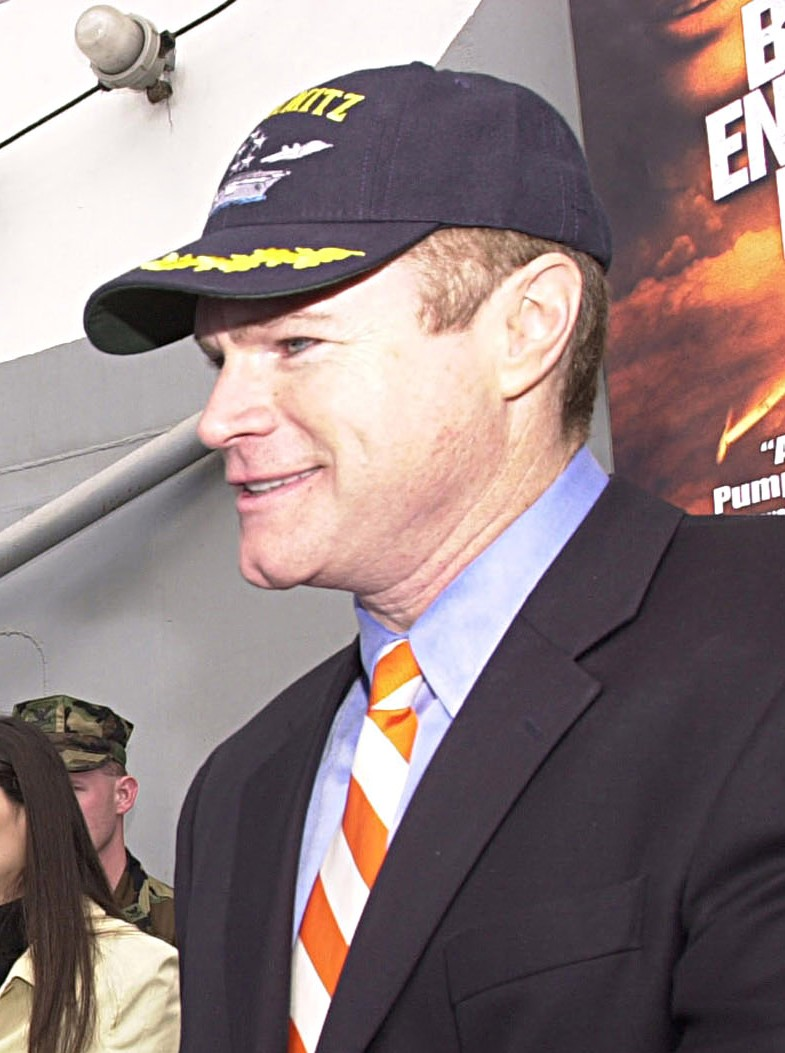
David Keith

- Elizabeth Keifer (1961), Amerikaans actrice
- Harry de Keijser (1900-1995), Nederlands atleet
- Bert Keijts (1952-2017), Nederlands ambtenaar en bestuurder
- Arie Johannes Keijzer (1932-2023), Nederlands organist en componist
- Ies Keijzer (1933-2013), Nederlands burgemeester
- Koos Keijzer (1950), Nederlands atleet
- Piet Keijzer (1918-2008), Nederlands schaatser
- Édouard Keilig (1827-1895), Duits-Belgisch landschapsarchitect
- David Keilin (1887-1963), Russisch-Brits entomoloog en parasitoloog
- Bruno-Ghislain Keingiaert de Gheluvelt (1792-1833), Belgisch edelman en politicus
- François-Bruno Keingiaert de Gheluvelt (1808-1876), Belgisch edelman en politicus
- Léonie Keingiaert de Gheluvelt (1885-1966), Belgisch feministe en burgemeester
- Louis-Bruno Keingiaert de Gheluvelt (1760-1847), Belgisch edelman en politicus
- Joseph Keino (1963), Keniaans atleet
- Kipchoge Keino (1940), Keniaans atleet
- Ibrahim Boubacar Keïta (1945-2022), Malinees politicus
- Mary Keitany (1982), Keniaans atlete
- Harvey Keitel (1939), Amerikaans acteur
- Wilhelm Keitel (1882-1946), Duits veldmaarschalk
- Ben Keith (1937-2010), Amerikaans muzikant en muziekproducent
- David Keith (1954), Amerikaans acteur, filmregisseur en filmproducent
- Kenneth Keith (1937), Nieuw-Zeelands rechter
- Kool Keith (pseudoniem van Keith Matthew Thornton) (??), Amerikaans rapper en producer
- Toby Keith (1961-2024), Amerikaans countryzanger en acteur
- June Keithley-Castro (1947-2013), Filipijns presentatrice en actrice
- Keizer (pseudoniem van Rozelsky Lie A Jen) (1987), Nederlands rapper
- A. A. (Bert) Keizer (1947), Nederlands arts, filosoof en schrijver
- Cees Cornelis Johannes Keizer (1986), Nederlands voetballer
- Gerrit Keizer (1910-1980), Nederlands voetballer
- "Klaine Gerrit" Keizer (1874-1946), Nederlands artiest
- Jan Keizer (1940-2024), Nederlands voetbalscheidsrechter
- Jan Keizer (1949), Nederlands zanger
- Jolanda Keizer (1985), Nederlands atlete
- Joop Keizer (1941), Nederlands ultraloper en triatleet
- Joris Keizer (1979), Nederlands zwemmer
- Martijn Keizer (1988), Nederlands wielrenner
- Piet Keizer (1943), Nederlands voetballer
- Sanne Keizer (1985), Nederlands beachvolleybalster en indoor volleybalster
- Simon Nicolaas Keizer (1984), Nederlands zanger
- Ilja Keizer-Laman (1944), Nederlands atlete

## Kej
- Jan Keja (1937-2024), Nederlands televisieregisseur

## Kek

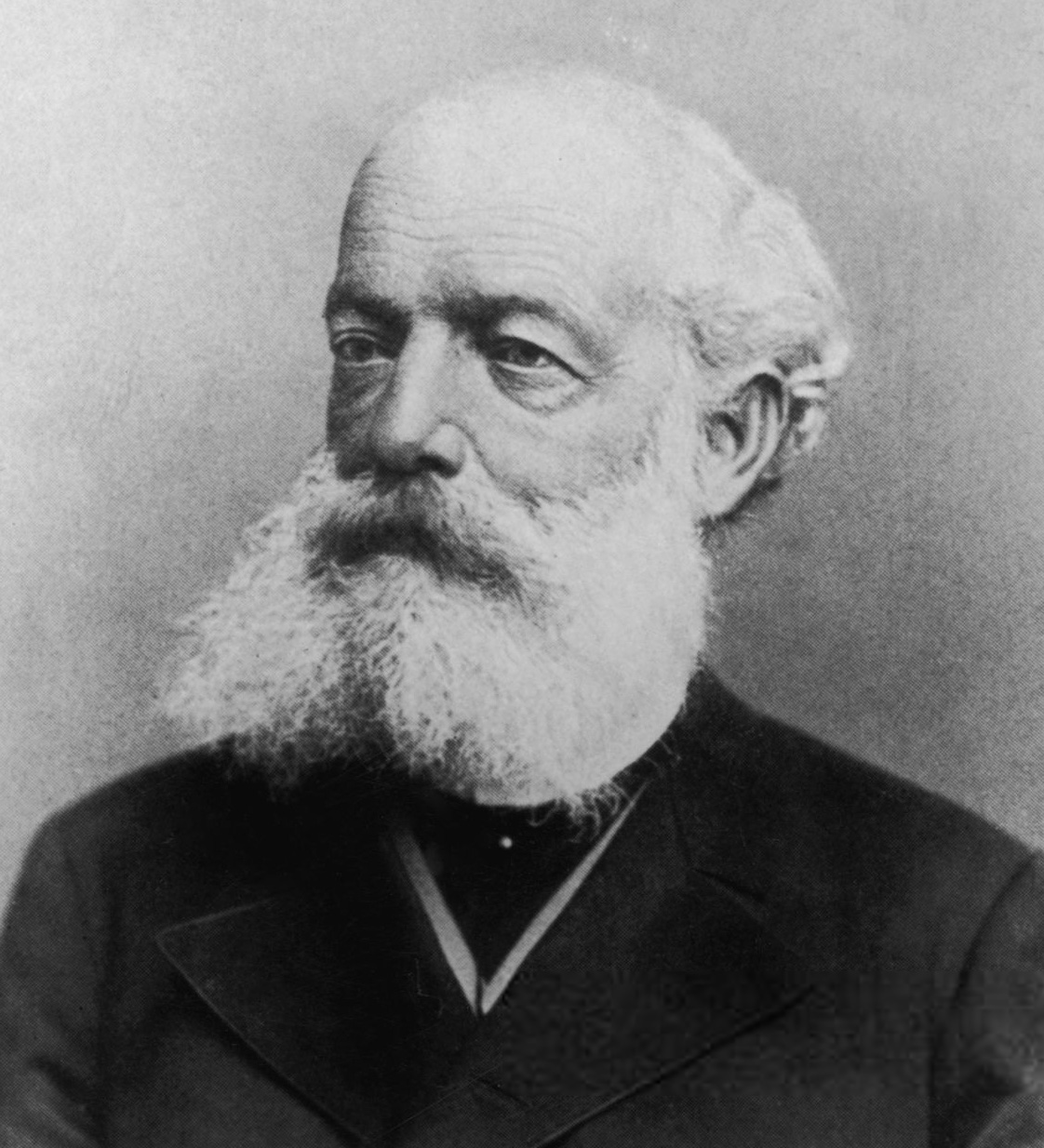
Friedrich Kekulé

- Matjaž Kek (1961), Sloveens voetballer en voetbalcoach
- Friedrich Kekulé (1829-1896), Duits scheikundige

## Kel

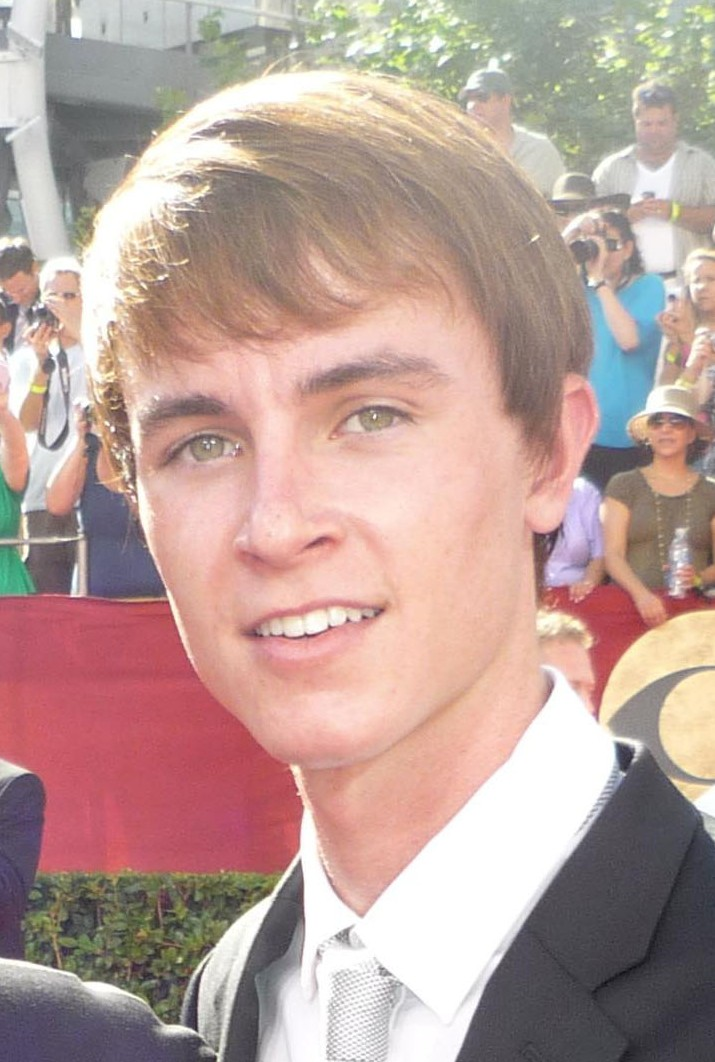
Ryan Kelley 2009

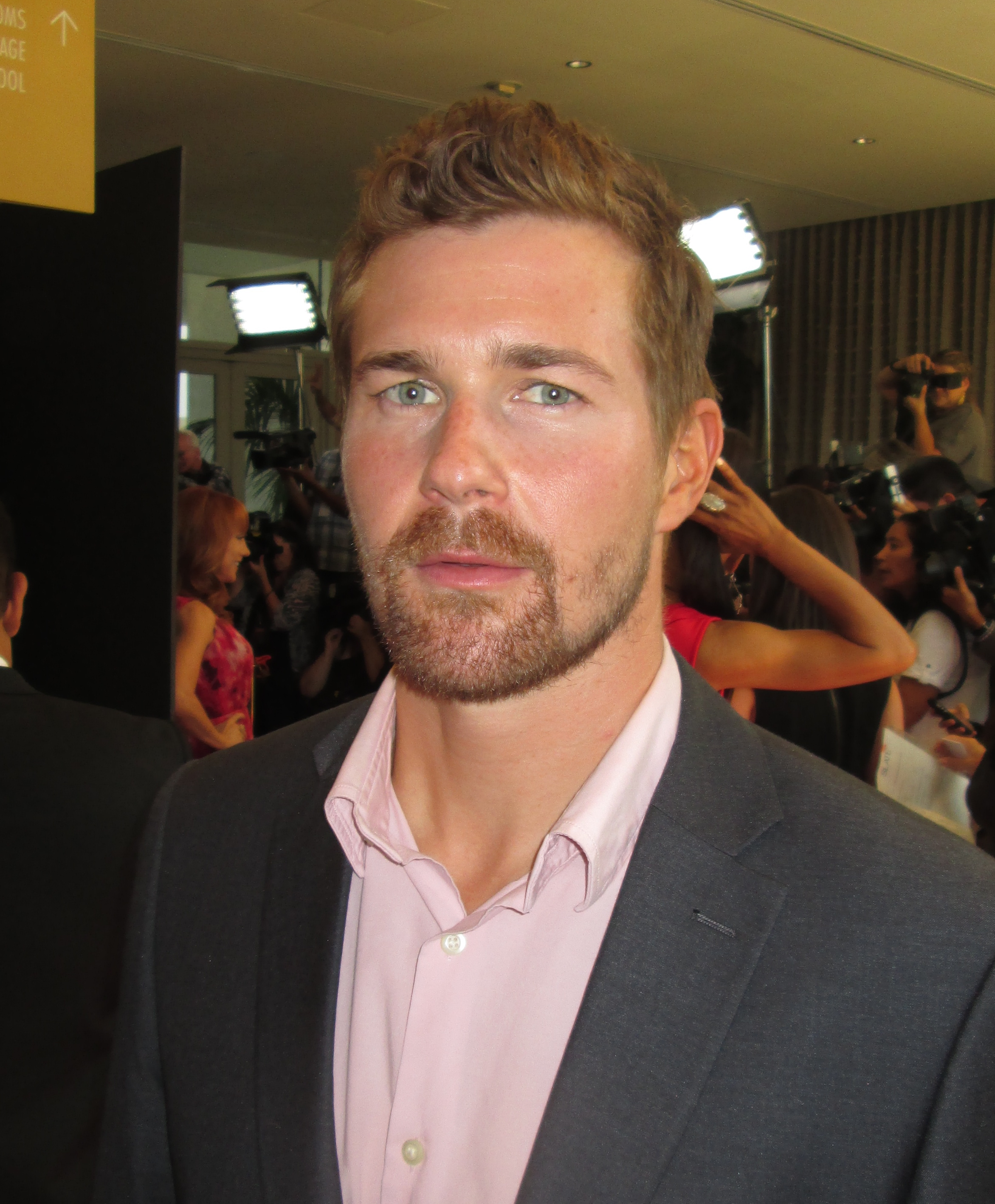
Josh Kelly 2014

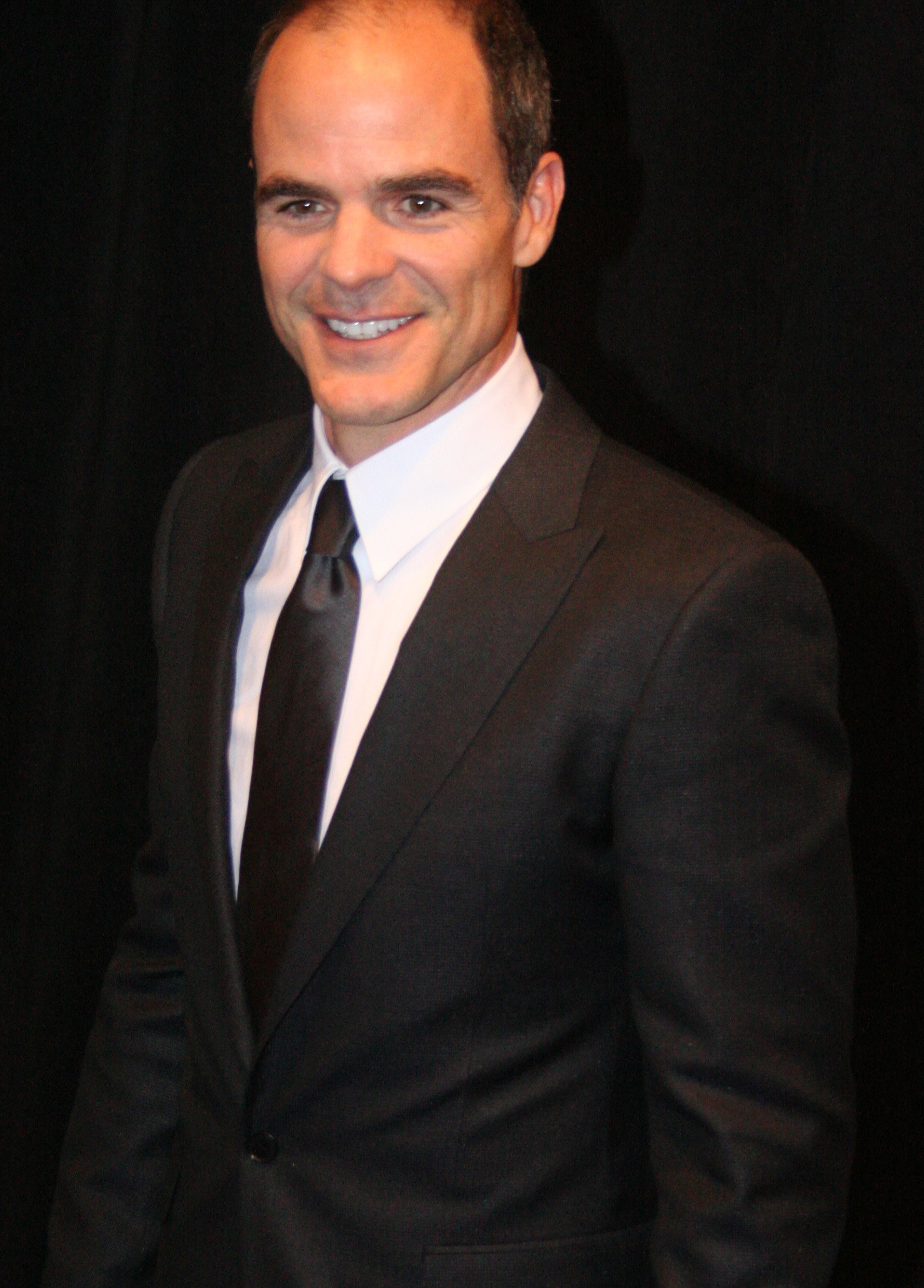
Michael Kelly 2011

- Peter Kelamis (1967), Canadees (stem)acteur en komiek
- Ivan Kelava (1988), Kroatisch voetbaldoelman
- Lambert Kelchtermans (1929-2021), Belgisch syndicalist en politicus
- Theo Kelchtermans (1943), Belgisch politicus
- Jan Willem Kelder (1949-2021), Nederlands commandant Zeestrijdkrachten
- Jort Kelder (1964), Nederlands columnist, journalist, televisiepresentator en uitgever
- Jan Kelderman (1914-1990), Nederlands kunstschilder
- Zoltán Kelemen (1986), Roemeens kunstschaatser
- Segenet Kelemu (1956), Ethiopisch wetenschapper
- Ágnes Keleti (1921-2025), Hongaars turnster
- Dejan Kelhar (1984), Sloveens voetballer
- Kelis (1980), Amerikaans R&B-zangeres
- Charlotte van der Kellen (1857-1942), Nederlands kunstschilder
- David van der Kellen (I) (1764-1825), Nederlands tekenaar, medailleur en stempelsnijder
- David van der Kellen (II) (1804-1879), Nederlands graveur, medailleur en stempelsnijder
- David van der Kellen (III) (1827-1895), Nederlands graficus, kunstschilder, tekenaar en museumdirecteur
- Johan Philip van der Kellen Dzn. (1865-1953), Nederlands conservator
- Johannes van der Kellen (1843-1895), Nederlands graveur, kunsthandelaar
- Peter Kellenbach (1914-2007), Nederlands componist en pianist
- Frans Kellendonk (1951-1990), Nederlands schrijver
- Andrew Keller (1925-1999), Brits fysicus
- Gottfried Keller (1819-1890), Zwitsers schrijver
- Gustav Keller (1867-1932), Zwitsers politicus
- Heide Keller (1939-2021), Duits actrice en scenarioschrijfster
- Helen Keller (1880-1968), Amerikaans taalkundige
- Jack Keller (1942-2003), Amerikaans pokerspeler
- Johan Keller (1899-1977), Nederlands ingenieur en ondernemer
- Lenie Keller (1925-1995), Nederlands schoonspringster
- Marjon Keller (1970), Nederlands zangeres
- Natascha Keller (1977), Duits hockeyster
- Ska Keller (1981), Duits politica
- Tim Keller (1950-2023), Amerikaans predikant
- Jonathan Kellerman (1949), Amerikaans schrijver
- Sally Claire Kellerman (1937-2022), Amerikaans actrice
- Dalton Kellett (1993), Canadees autocoureur
- Jackson DeForest Kelley (1920-1999), Amerikaans acteur
- Devin Kelley (1986), Amerikaans actrice
- Ryan Kelley (1986), Amerikaans acteur
- Sheila Kelley (1961), Amerikaans actrice
- Christian Kellner (1971), Duits motorcoureur
- Chance Kelly, Amerikaans acteur
- Colin Kelly (1915-1941), Amerikaans militair piloot
- Daniel Hugh Kelly (1952), Amerikaans acteur, filmproducent, filmregisseur en scenarioschrijver
- David Kelly (1944-2003), Brits wapenexpert
- David Patrick Kelly (1951), Amerikaans acteur, muzikant en componist
- Josh Kelly (1982), Amerikaans acteur
- Lisa Robin Kelly (1970-2013), Amerikaans actrice
- Michael Kelly (1969), Amerikaans acteur
- Sam Kelly (1943-2014), Brits acteur
- DeForest Kelley (1920-1999), Amerikaans acteur
- Mike Kelley (1954-2012), Amerikaans kunstenaar
- Grace Kelly (1929-1982), Amerikaans actrice en prinses van Monaco
- John Forrest Kelly (1859-1922), Iers-Amerikaans elektrotechnicus, uitvinder en nationalist
- R. Kelly (1969), Amerikaans zanger en muziekproducent
- Majlinda Kelmendi (1991), Albanees judoka
- Rudolf Kelterborn (1931-2021), Zwitsers componist en dirigent

## Kem
- Yaşar Kemal (1923-2015), Turks schrijver
- Charles Kemble (1775-1854), Brits acteur en theatermanager
- Ezekiel Kemboi (1982), Keniaans atleet
- Shadrack Kipchirchir Kemboi (1986), Keniaans atleet
- Yann-Fañch Kemener (1957-2019), Bretons zanger en etnomusicoloog
- Denise Kemkers (1985), Nederlands atlete
- Heike Kemmer (1962), Duits amazone
- Hans Kemmink (1947-2022), Nederlands modeontwerper
- William Kemmler (1860/61-1890), Amerikaans crimineel
- Hans Kemna (1940-2024), Nederlands casting-director
- Rudi Kemna (1967), Nederlands wielrenner en ploegleider
- Johannes Theodorus van der Kemp (1702-1772), Nederlands zendeling
- Manuëla Kemp (1963-2025), Nederlands zangeres en presentatrice
- Pierre Kemp (1886-1967), Nederlands dichter
- Troy Kemp (1966), Bahamaans atleet
- Willy Kemp (1925-2021), Luxemburgs wielrenner
- Nancy Kemp-Arendt (1969), Luxemburgs triatlete, zwemster en politica
- Gerrit Kempe (1911-1979), Nederlands criminoloog
- Levi van Kempen (1988), Nederlands acteur
- Michiel van Kempen (1957), Nederlands schrijver en literatuurhistoricus
- Patrick van Kempen (1989), Nederlands paralympisch sporter
- Paul van Kempen (1893-1955), Nederlands violist en dirigent
- Paul Kempeneers (1935), Vlaams historisch geograaf en publicist
- Franz-Josef Kemper (1945), West-Duits atleet
- Eric Kemperman (1964), Nederlands politicus
- Thomas à Kempis (ca.1380-1472), Duits-Nederlands monnik, schrijver en kopiist
- Erich Kempka (1910-1975), Duits chauffeur van Hitler
- Walter Kempowski (1929-2007), Duits schrijver
- Antti-Jussi Kemppainen (1989), Fins freestyleskiër
- Rob Kemps (1985), Nederlands zanger en televisiepresentator

## Ken

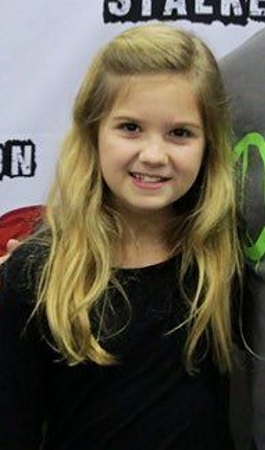
Kyla Kenedy

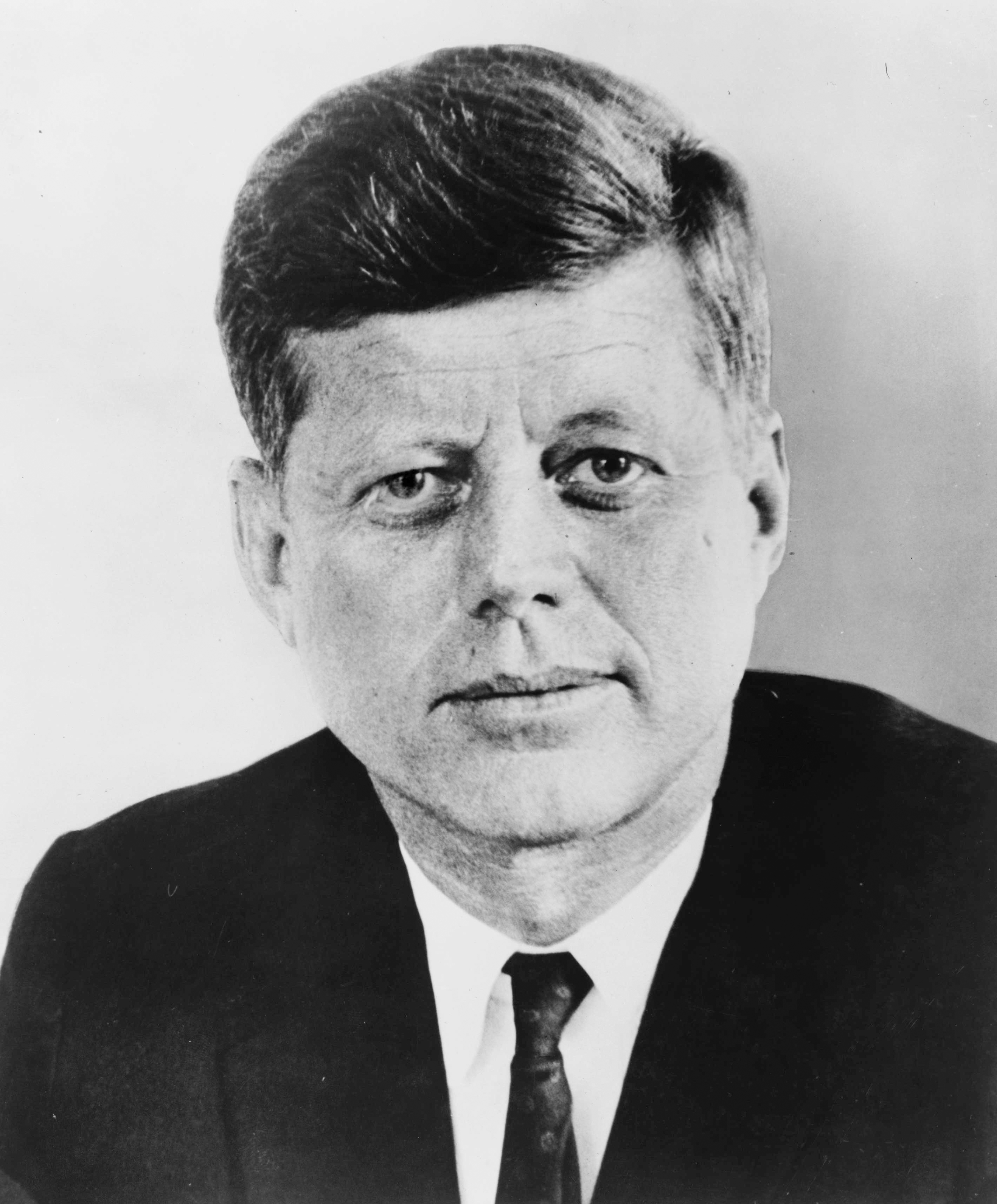
John F. Kennedy

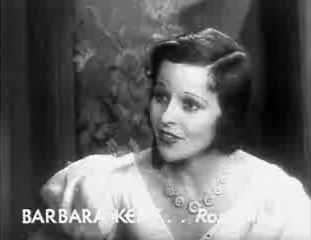
Barbara Kent

- Yehoshua Kenaz (1937-2020), Israëlisch schrijver
- Barbara Kendall (1967), Nieuw-Zeelands windsurfer en IOC lid
- Bruce Kendall (1964), Nieuw-Zeelands windsurfer
- Edward Calvin Kendall (1886-1972), Amerikaans biochemicus en Nobelprijswinnaar
- Henry Kendall (1926-1999), Amerikaans natuurkundige
- Howard Kendall (1946-2015), Engels voetballer en voetbalcoach
- Katherine Kendall (1969), Amerikaans actrice
- Tamás Kenderesi (1996), Hongaars zwemmer
- John Kendrew (1917-1997), Brits biochemicus en Nobelprijswinnaar
- Brian Kendrick (1979), Amerikaans professioneel worstelaar
- Graham Kendrick (1950), Engels christelijk singer-songwriter
- Sam Kendricks (1992), Amerikaans atleet
- Kyla Kenedy (2003), Amerikaanse actrice
- Kiprotich Kenei (1978), Keniaans atleet
- Wytske Kenemans (1980), Nederlands televisiepresentatrice
- George Kennan (1904-2005), Amerikaans diplomaat en historicus
- Jonathan Kennard (1985), Brits autocoureur
- Anthony Kennedy (1936), Amerikaans jurist
- Cameron Kennedy (1993), Canadees acteur
- Caroline Kennedy (1957), Amerikaans advocaat en ambassadeur
- Charles Kennedy (1959-2015), Brits politicus
- Dermot Kennedy (1991), Iers singer-songwriter
- Edward Kennedy (1932-2009), Amerikaans politicus
- Ethel Kennedy (1928-2024), Amerikaans mensenrechtenactiviste en vrouw van Robert F. Kennedy
- James Kennedy (1963), Amerikaans geschiedkundige
- John F. Kennedy (1917-1963), Amerikaans president (1961-1963)
- John F. Kennedy jr. (1960-1999), Amerikaans advocaat, journalist en uitgever
- Joseph P. Kennedy (1888-1969), Amerikaans politicus
- Joseph Patrick Kennedy II (1952), Amerikaans politicus
- Joseph Patrick Kennedy III (1980), Amerikaans politicus
- Kathleen Kennedy (1920-1948), zuster van president John F. Kennedy
- Nigel Kennedy (1956), Brits violist
- Patrick Joseph Kennedy (1858-1929), Amerikaans politicus
- Peyton Kennedy (2004), Canadees actrice
- Ray Kennedy (1951-2021), Engels voetballer
- Ray Kennedy (1957-2015), Amerikaans jazzpianist en -arrangeur
- Robert F. Kennedy (1925-1968), Amerikaans politicus
- Rose Fitzgerald Kennedy (1890-1995), echtgenote van Joseph Kennedy
- Jacqueline Kennedy Onassis (1929-1994), Amerikaans first lady
- Eunice Kennedy Shriver (1921-2009), Amerikaans weldoenster
- Sami Kennedy-Sim (1988), Australisch freestyleskiester
- John Kennedy Toole (1937-1969), Amerikaans schrijver
- Arthur Edwin Kennelly (1861-1939), Amerikaans elektrotechnicus
- Mary Kenner (1912-2006), Amerikaans uitvinder
- Thomas Kennes (1996), Nederlands kunstschaatser
- Ward Kennes (1967), Belgisch politicus
- Adrie Kennis (?), Nederlands kunstenaar
- Alfons Kennis (?), Nederlands kunstenaar
- Bas Kennis (1973), Nederlands muzikant
- Dan Kennis (1919-2006), Amerikaans filmproducent
- Guillaume Kennis (1839-1908), Belgisch politicus
- Hugo Kennis (1986), Nederlands kok en acteur
- Ignace Kennis (1888-1973), Belgisch kunstschilder
- Koen Kennis (1967), Belgisch politicus
- Pepijn Kennis (1988), Belgisch politicus
- Willem Gommaar Kennis (1717-1789), Zuid-Nederlands componist en violist
- Enda Kenny (1951), Iers politicus
- Henry Kenny (1913-1975), Iers politicus
- Natasja Kensmil (1973), Nederlands kunstenares
- Barbara Kent (1907-2011), Canadees actrice
- Danny Kent (1993), Brits motorcoureur
- Alexandra Kenworthy, Amerikaans actrice

## Keo
- Michael Keohane (1980), Iers autocoureur
- Anne Keothavong (1983), Brits tennisster

## Kep

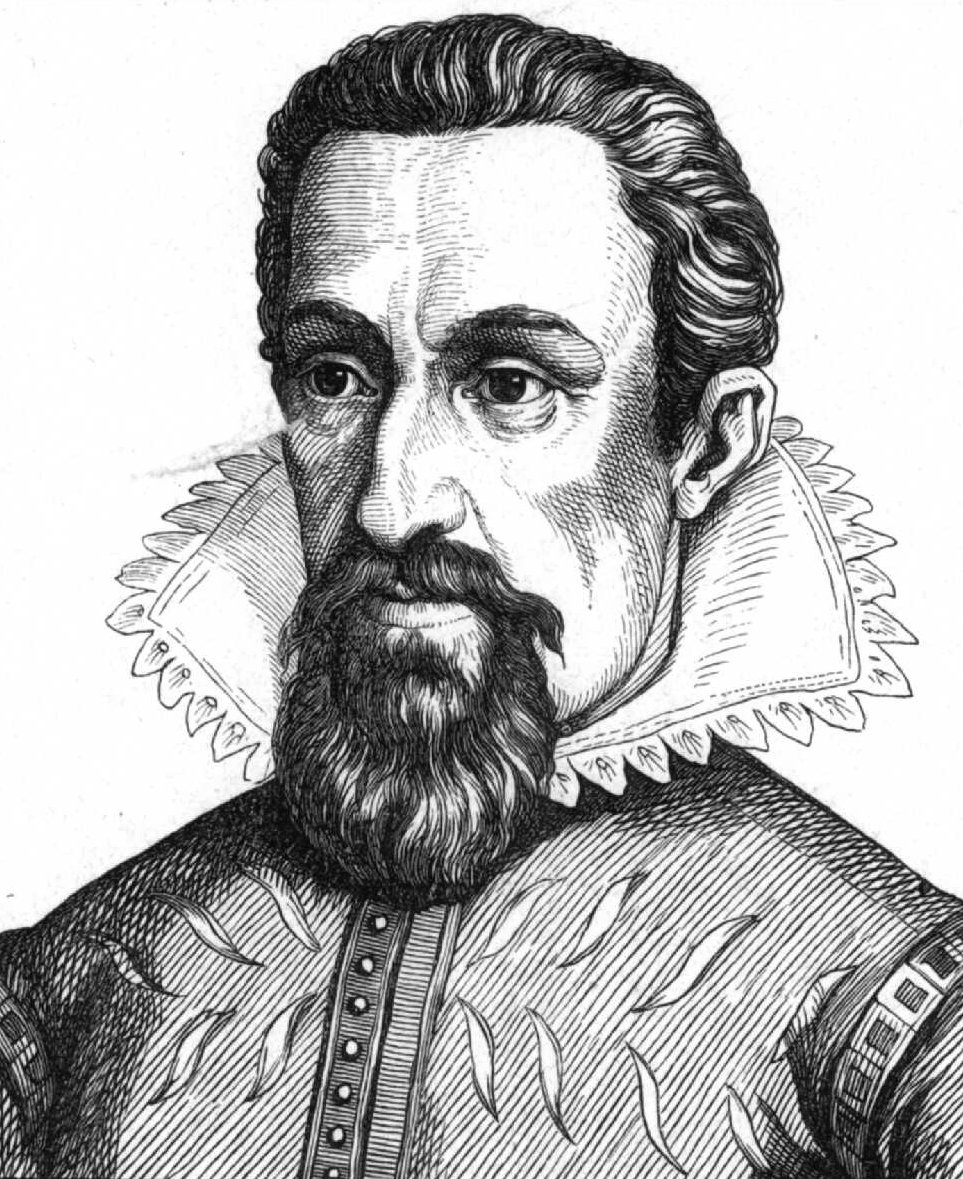
Johannes Kepler

- Johannes Kepler (1571-1630), Duits astronoom
- Arnold Joost van Keppel (1670-1718), Engels-Nederlands edelman

## Ker

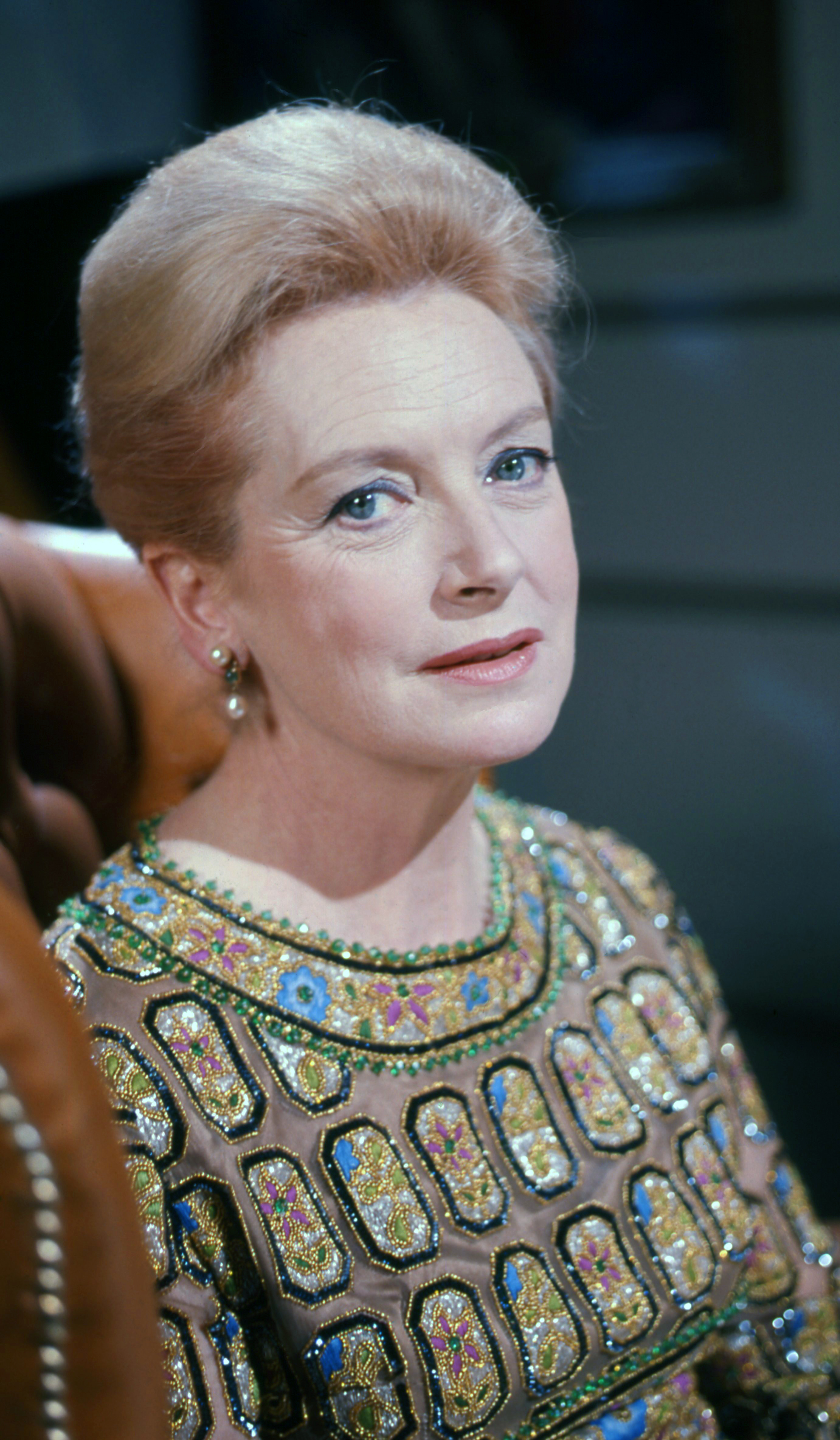
Deborah Kerr

- Michiel Kerbosch (1947), Nederlands acteur
- André de Kerchove de Denterghem (1885-1945), Belgisch politicus en diplomaat
- Charles de Kerchove de Denterghem (1819-1882), Belgisch politicus
- Constantin de Kerchove de Denterghem (1790-1865), Belgisch politicus
- Marthe de Kerchove de Denterghem (1877-1956), Belgisch feministe
- Oswald de Kerchove de Denterghem (1844-1906), Belgisch politicus en botanicus
- Prosper de Kerchove de Denterghem (1813-1853), Belgisch politicus
- Auguste Kerckhoffs (1835-1903), Nederlands taalkundige
- Han Kerckhoffs (1953), Nederlands acteur
- Dorothea Helena van den Kerckhove (ca. 1630-1703), Nederlands-Engelse edelvrouw
- Johan Polyander van den Kerckhove (1594-1660), Nederlands edelman
- Johan Polyander van Kerckhoven (1568-1646), (Zuid-)Nederlands theoloog, predikant en hoogleraar
- Patrick van Kerckhoven (1970), Nederlands (radio-)dj en muziekproducent
- Walburg van den Kerckhoven (1626-1686), Nederlands-Engels edelvrouw
- Willem van den Kerckhoven sr. (1644-1717), Nederlands militair
- Willem van den Kerckhoven jr. (1678-1758), Nederlands burgemeester
- Wilhelmina Francisca (Mien) van Kerckhoven-Kling (1894-1966), Nederlands actrice
- Theodor Kerckring (1638-1693), Nederlands anatoom en alchemist
- Mathieu Kérékou (1933-2015), Beninse president
- Alexander Kerenski (1881-1970), Russisch-Amerikaans politicus
- Paul Keres (1916-1975), Estisch schaker
- Jean Kerguen (1925-2005), Frans autocoureur
- Hape Kerkeling (1964), Duits acteur, presentator en komiek
- Gerard van de Kerkhof (1943-2024), Nederlands voetballer
- Nikki Kerkhof (1983), Nederlands zangeres
- René van de Kerkhof (1951), Nederlands voetballer
- Sanne van Kerkhof (1987), Nederlands shorttrackster
- Willy van de Kerkhof (1951), Nederlands voetballer
- Kat Kerkhofs (1988), Belgisch programmamaakster en voetbalvrouw
- Dini Kerkmeester (1921-1990), Nederlands zwemster
- Johan Kerkmeijer, (1875-1956) ereburger van Hoorn
- Gerard Kerkum (1930-2018), Nederlands voetballer en sportbestuurder
- Fred Kerley (1995), Amerikaans atleet
- Cock Kerling-Simons (1929-2023), Nederlands burgemeester
- Kerlon (1988), Braziliaans voetballer
- Christophe Kern (1981), Frans wielrenner
- Roland Kernen (1914-1972), Belgisch componist, dirigent, trompettist en muziekpedagoog; pseudoniem van André Waignein
- Willem Kernkamp (1911-1990), Nederlands sportbestuurder
- Jack Kerouac (1922-1969), Amerikaans schrijver
- Louise de Kerouaille (1649-1734), Frans minnares van Karel II van Engeland
- Anita Kerr (1927-2022), Amerikaans zangeres en componiste
- Bobby Kerr (1881-1963), Canadees atleet
- Deborah Kerr (1921-2007), Brits actrice
- Josh Kerr (1997), Brits atleet
- Patrick Kerr (1956), Amerikaans acteur
- Robbie Kerr (1979), Brits autocoureur
- John Kerry (1943), Amerikaans politicus en voormalig presidentskandidaat
- Roger Kerryn (1925-2012), Belgisch politicus
- Devon Kershaw (1982), Canadees langlaufer
- Nik Kershaw (1958), Brits zanger
- Lee Kerslake (1947-2020), Engels muzikant
- Anton Kersjes (1923-2004), Nederlands dirigent
- Christoph Kersten (1733-1796), Duits zendeling
- Dieter Kersten (1996), Belgisch atleet
- Felix Kersten (1898-1960), Fins arts, masseur en verzetsstrijder
- Gerrit Hendrik Kersten (1882-1948), Nederlands predikant, theoloog, politicus en journalist
- Jaap Kersten (1934), Nederlands wielrenner
- Joke Kersten (1944), Nederlands sociaal geografe en politica
- Wim Kersten (1924-2001), Nederlands tekstschrijver
- Benny Kerstens (1983), Nederlands voetballer
- Piet Kerstens (1896-1958), Nederlands onderwijzer en politicus
- Vera Kerstens (1987), Nederlands pianiste
- Niels Kerstholt (1983), Nederlands shorttracker
- Sonny Kertoidjojo (1966), Surinaams politicus
- Jérôme Kerviel (1977), Frans effectenhandelaar en verdachte
- Philippe Kervyn de Volkaersbeke (1815-1881), Belgische historicus en politicus
- Brian Kerwin (1949), Amerikaans acteur
- Theodor Kery (1918-2010), Oostenrijks politicus

## Kes

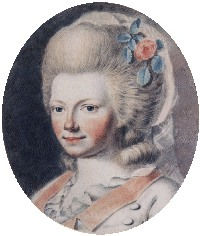
Katharina Kest

- Willem Kes (1856-1934) Nederlands dirigent, violist en componist
- Donnie Keshawarz (1969), Canadees/Amerikaans acteur
- Stephen Keshi (1962), Nigeriaans voetballer en voetbalcoach
- Henk Kesler (1949), Nederlands advocaat en sportbestuurder
- Stan Kesler (1928-2020), Amerikaans jazzmuzikant
- Lodewijk Albert Kesper (1892-1963), Nederlands ambtenaar en Commissaris van de Koningin
- Loris Kessel (1950-2010), Zwitsers autocoureur
- Marietje Kessels (1889-1900), Nederlands slachtoffer van een zedenmisdrijf en moord
- Sonja Kesselschläger (1978), Duits atlete
- Willem Michiels van Kessenich (1902-1992), Nederlands politicus
- Fredrik Kessiakoff (1980), Zweeds wielrenner
- Dé Kessler (1891-1943), Nederlands voetballer en cricketspeler
- Tonny Kessler (1889-1960), Nederlands voetballer en cricketspeler
- Katharina Kest (1757-1829), Duitse maîtresse en later echtgenote van vorst Lodewijk van Nassau-Saarbrücken
- Edgar baron Kesteloot (1922–2023), Belgisch wetenschapper, natuurbeschermer, wetenschapspopularisator en televisiepersoonlijkheid
- Jeanne van Kesteren (1907-2011), Belgisch atlete en basketbalster
- Vivien Keszthelyi (2000), Hongaars autocoureur

## Ket
- Si Mohamed Ketbi (1997), Belgisch taekwondoka
- Treddy Ketcham (1919-2006), Amerikaans militair in de Tweede Wereldoorlog en sportbestuurder
- Adolphe (Dolf) Johan Louis Ketelaar (1896-1944), Nederlands burgemeester
- Frank Ketelaar (1960), Nederlands scenarioschrijver en regisseur
- Harm Ketelaar (1913), Nederlands verzetsstrijder
- Jan Arnold Albert Ketelaar (1908-2001), Nederlands hoogleraar algemene en anorganische chemie en elektrochemie
- Theodore Matthieu Ketelaar (1864-1936), Nederlands politicus
- Albert Ketèlbey (1875-1959), Brits componist, dirigent en pianist
- Jacques Kets (1785-1865), Vlaams dier- en plantkundige
- Temoeri Ketsbaia (1968), Georgisch voetballer en voetbalcoach
- Fanny Ketter (1996), Zweeds actrice
- Otto Ketting (1935–2012), Nederlands componist en dirigent
- Piet Ketting (1905-1984), Nederlands componist, pianist en dirigent
- Jacob Kettler (1610-1681), hertog van Koerland (1642-1681)
- George Kettmann (1898-1970), Nederlands dichter, schrijver, journalist en uitgever
- Paige Kettner (1991), Amerikaans actrice
- Ryanne Kettner (1991), Amerikaans actrice

## Keu

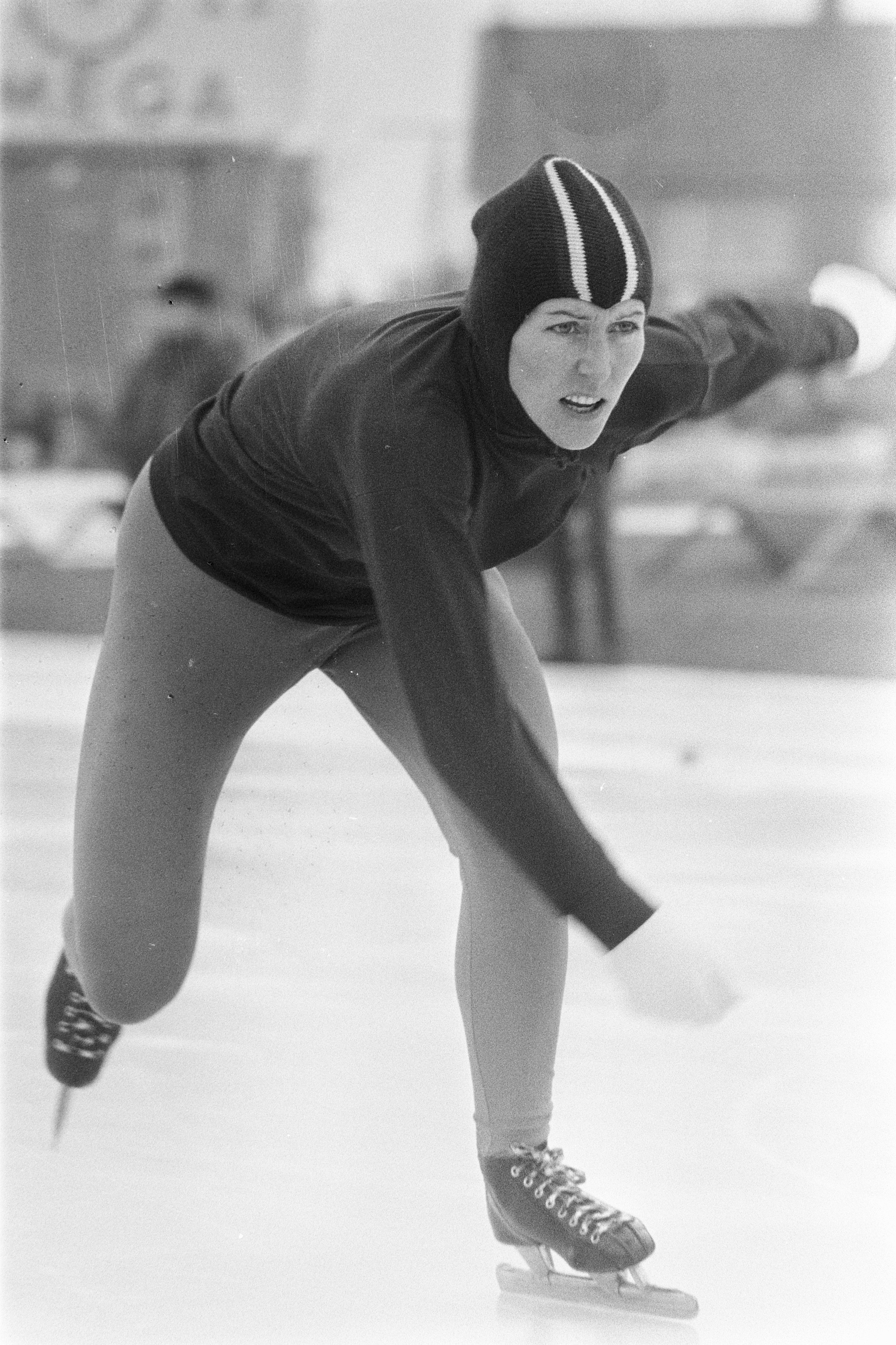
Atje Keulen-Deelstra

- Jens Keukeleire (1988), Belgisch wielrenner
- Jozef Keuleers (1910-1986), Belgisch syndicalist en politicus
- Ada van Keulen (1920-2010), Nederlands verzetsstrijder
- Marino Keulen (1963), Belgisch politicus
- Mensje van Keulen (1946), Nederlands schrijfster
- Atje Keulen-Deelstra (1938-2013), Nederlands schaatsster
- Yvonne Keuls (1931), Nederlands schrijfster
- Trees Keultjes (1926-2022), Nederlands politieagente
- Joseph Keunen (1898-1983), Vlaams letterkundige en schrijver
- Ton Keunen (1968), Nederlands acteur
- Vera Keur (1953), Nederlands omroepvoorzitter
- Edward Keurvels (1853-1916), Belgisch componist en dirigent
- Georges Keuwet (1899-1947), Belgisch syndicalist en politicus

## Kev
- Albert Sybrandus Keverling Buisman (1890-1944), Nederlands grondmechanicus en hoogleraar
- François Kevorkian (1954), Frans/Amerikaanse dj

## Key
- Ellen Key (1849-1926), Zweeds schrijver, feminist en pedagoog
- Peter Keymeulen (1970), Belgisch politicus
- John Maynard Keynes (1883-1946), Brits econoom
- Alicia Keys (1981), Amerikaans zangeres, componist, producent en pianist
- Bobby Keys (1943-2014), Amerikaans saxofonist
- Charlene Keys (1971), Amerikaans zangeres
- Jacques Keyser (1885-1954), Nederlands atleet
- Alexander Keyserling (1815-1891), Lets geoloog en paleontoloog
- Els Keytsman (1972), Belgisch politica

## Kez
- Davit Kezerasjvili (1978), Georgisch zakenman en voormalig politicus
- Tullio Kezich (1928-2009), Italiaans filmcriticus, scenarioschrijver en dramaturg